# Llibre de Zacaries
El Llibre de Zacaries és un llibre profètic de l'Antic Testament, probablement escrit pel Profeta Zacaries al segle vi aC. Els crítics només l'hi atribueixen amb seguretat els vuit primers capítols. Els demés semblen obra d'un autor anònim posterior (Deutero-Zacaries). Les prediccions de la primera part es poden datar entre els anys 520 i 518 aC. El Llibre de Zacaries s'orienta cap a un planteig escatològic de la salvació i busca l'organització de la comunitat en aquesta direcció escatològica. En aquest sentit segueix les línies d'altres profetes: Osees, Amós, Isaïes i Jeremies.
El contingut té dues parts diferenciades. La primera (llibres I-VIII) fa un repàs històric d'Israel en clau metafòrica a partir de vuit visions. La segona, a partir del llibre IX fins al XIV anuncia el triomf futur d'un líder, un Messies, (interpretat com a Jesús pels escriptors cristians). L'objectiu del Llibre és consolar els jueus després de l'exili babilònic, recordant el passat gloriós del seu poble i anunciant-los que Déu els ajudarà si es mantenen fidels.
Les imatges de les vuit visions apocalíptiques que es descriuen procedeixen tant de concepcions religioses jueves com de cultes estrangers. Els àngels mitjancers fan de guies en aquestes visions. La primera és la intervenció de l'àngel de Jehovà, que diu que les nacions enemigues seran aniquilades i es restaurarà el Temple de Jerusalem. La segona mostra quatre banyes, símbols de les potències hostils, vençudes per quatre àngels que prenen la forma de ferrers. A la tercera visió, no s'han alçat les muralles de Jerusalem, els barris estan destruïts i hi ha molt pocs habitants. Un àngel anuncia que a partir d'aquell moment Jerusalem serà una ciutat oberta, sense muralles que impedeixin l'accés. La quarta diu que el summe sacerdot Josuè, denunciat per Satan l'acusador, és rehabilitat i cobert amb vestits de glòria. La següent visió explica com el canelobre sagrat, símbol de Déu, és flanquejat per dos olivers que representen Zorobabel i Josuè, que vetllen sobre la terra. les profecies sisena i setena parlen de la necessitat de purificació d'Israel i la vuitena diu que els carros, missatgers de Déu, portaran el seu esperit per tota la terra.